# Parcul Bambușilor Violet
Parcul Bambușilor Violet (în chineză simplificată: 紫竹院公园; pinyin: Zǐ Zhú Yuàn Gōngyuán), numit și Parcul Zizhuyuan sau Parcul Bambușilor Negri, este unul dintre cele șapte mari parcuri din Beijing, China. Acesta este situat în districtul Haidian din nord-vestul Beijingului.
Parcul este format din trei lacuri conectate care acoperă o suprafață totală de 48 de hectare. Țărmurile estice constau din mai multe dealuri mici, realizate din pământ scos din lacuri, pentru a echilibra dealurile naturale de pe malul vestic al lacurilor. Există cinci poduri care leagă lacurile, insulele și dealurile într-o singură zonă integrată. Din lacuri curge spre nord râul Changhe.
În modul tipic unei grădini chinezești în stil clasic, și ca multe parcuri și grădini din Beijing, Zizhuyuan este o grădină amenajată cu munți și apă. Construită în jurul unor canale și lacuri mari, Parcul Bambușilor este recunoscut pentru utilizarea liberală a plantațiilor verzi de bambus. Grădina conține o varietate mare de bambus, de până la 50 de specii. În cadrul parcului se află și un muzeu de artă.
Cele trei mari lacuri din parc s-au format în 1159. În timpul dinastiei Ming, Împăratul Wanli a construit o grădină regală pe malul lacului, în 1577, iar bambusul a fost plantat ulterior. În 1954, parcul a fost reconstruit și deschis pentru public.
În timpul Jocurilor Olimpice de vară din 2008, a fost ales ca unul dintre cele trei zone de protest.

## Galerie

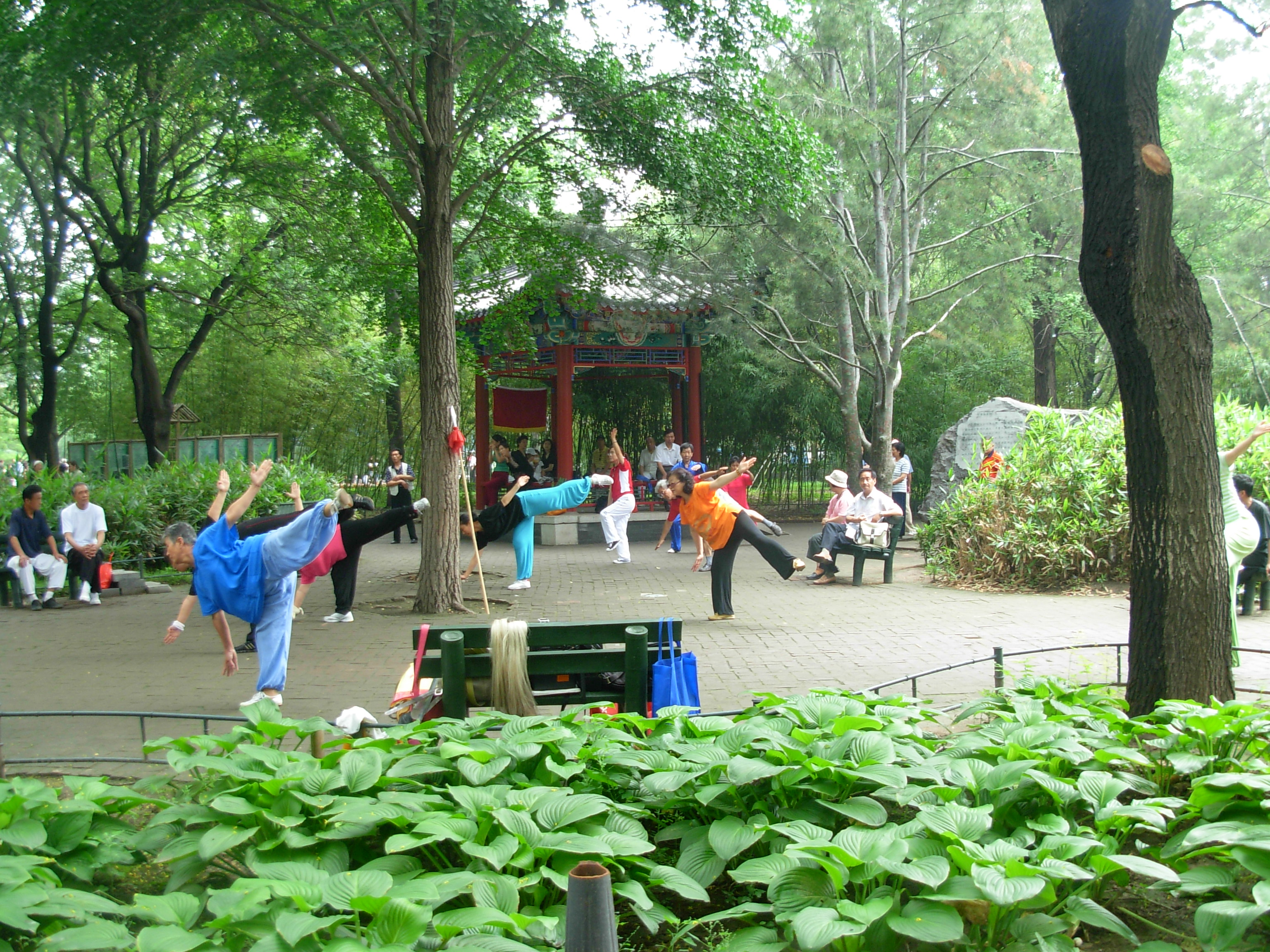
Ca multe alte parcuri din Beijing, este un loc în care oamenii fac exerciții fizice
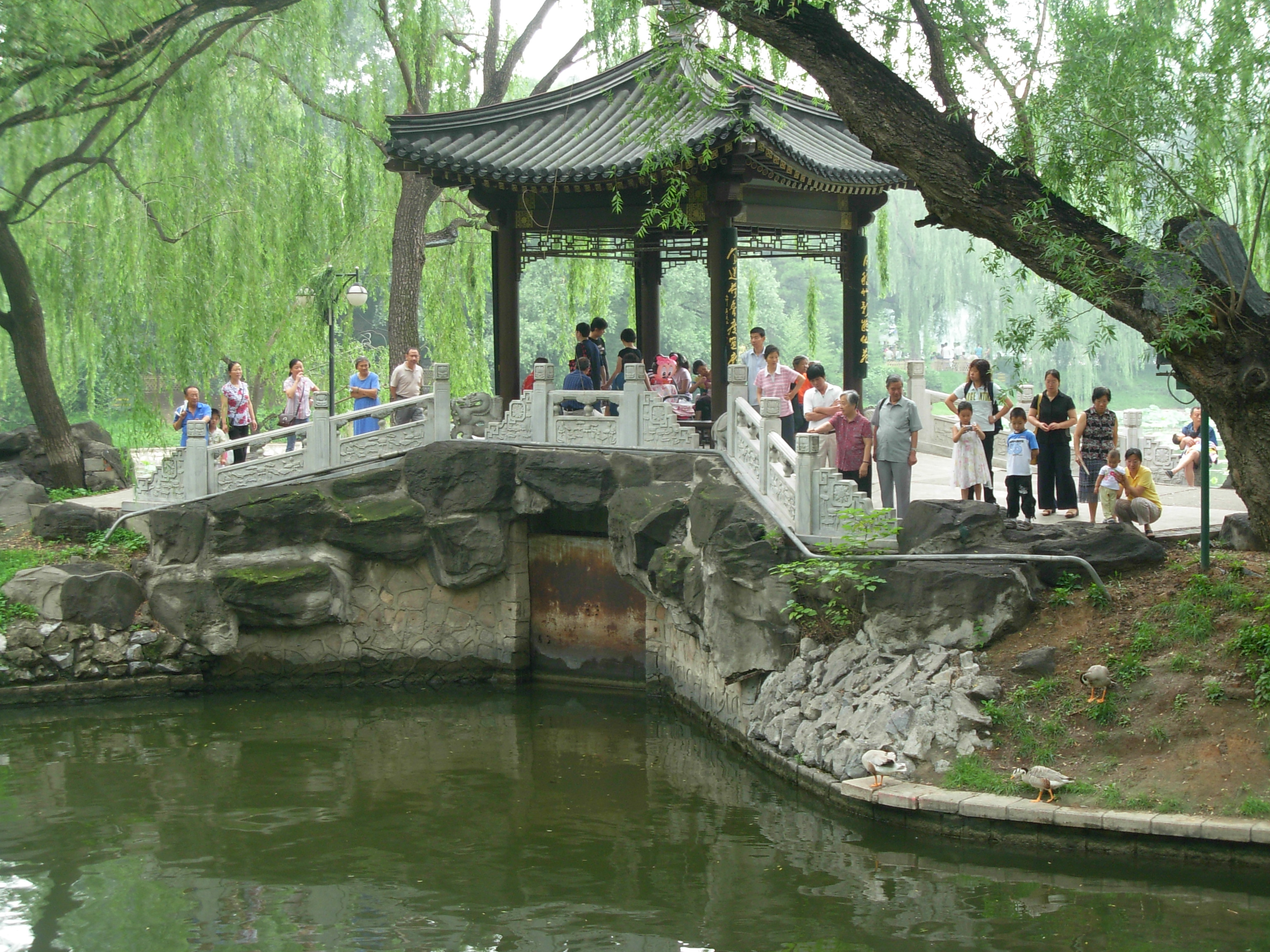
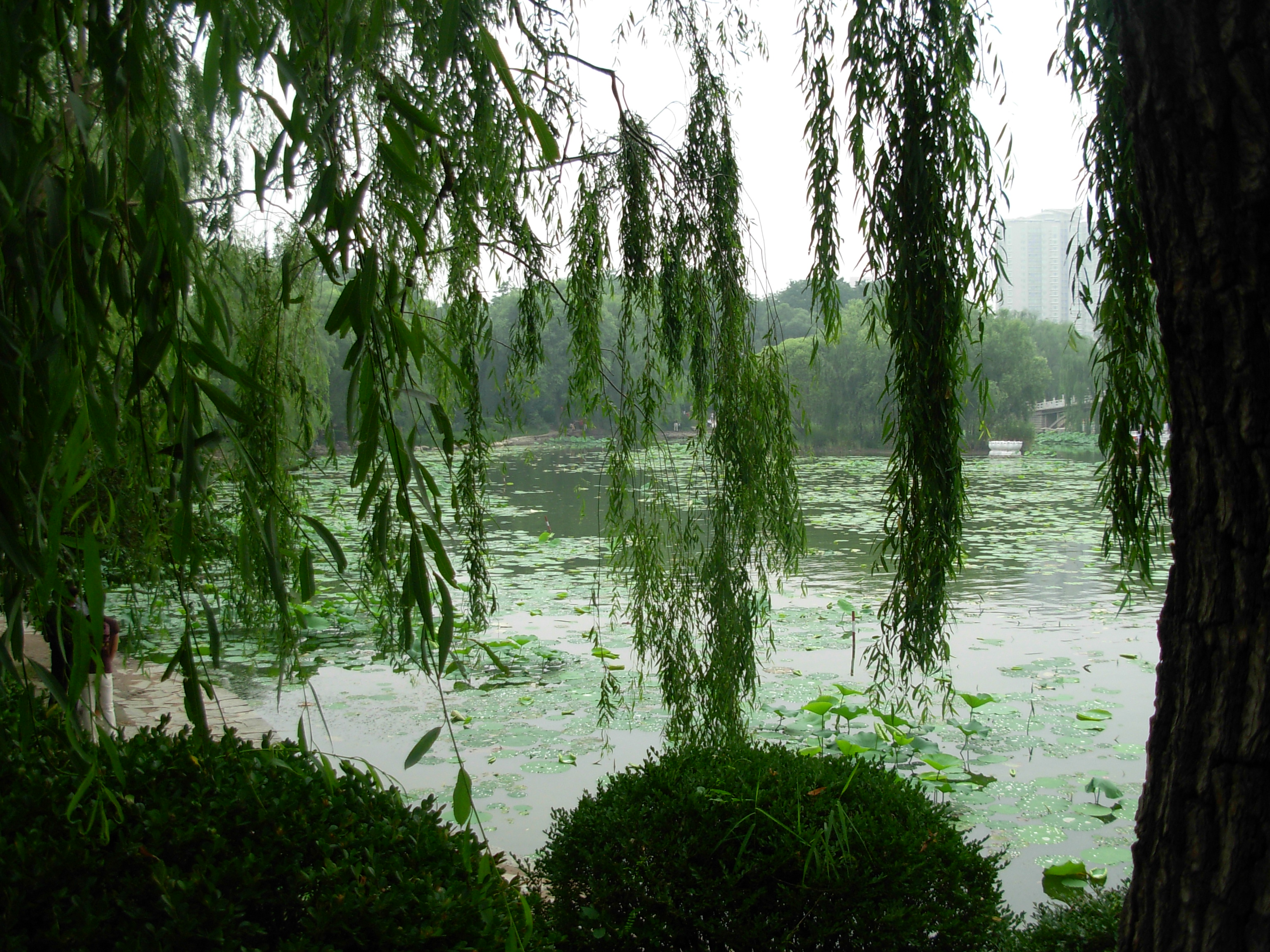
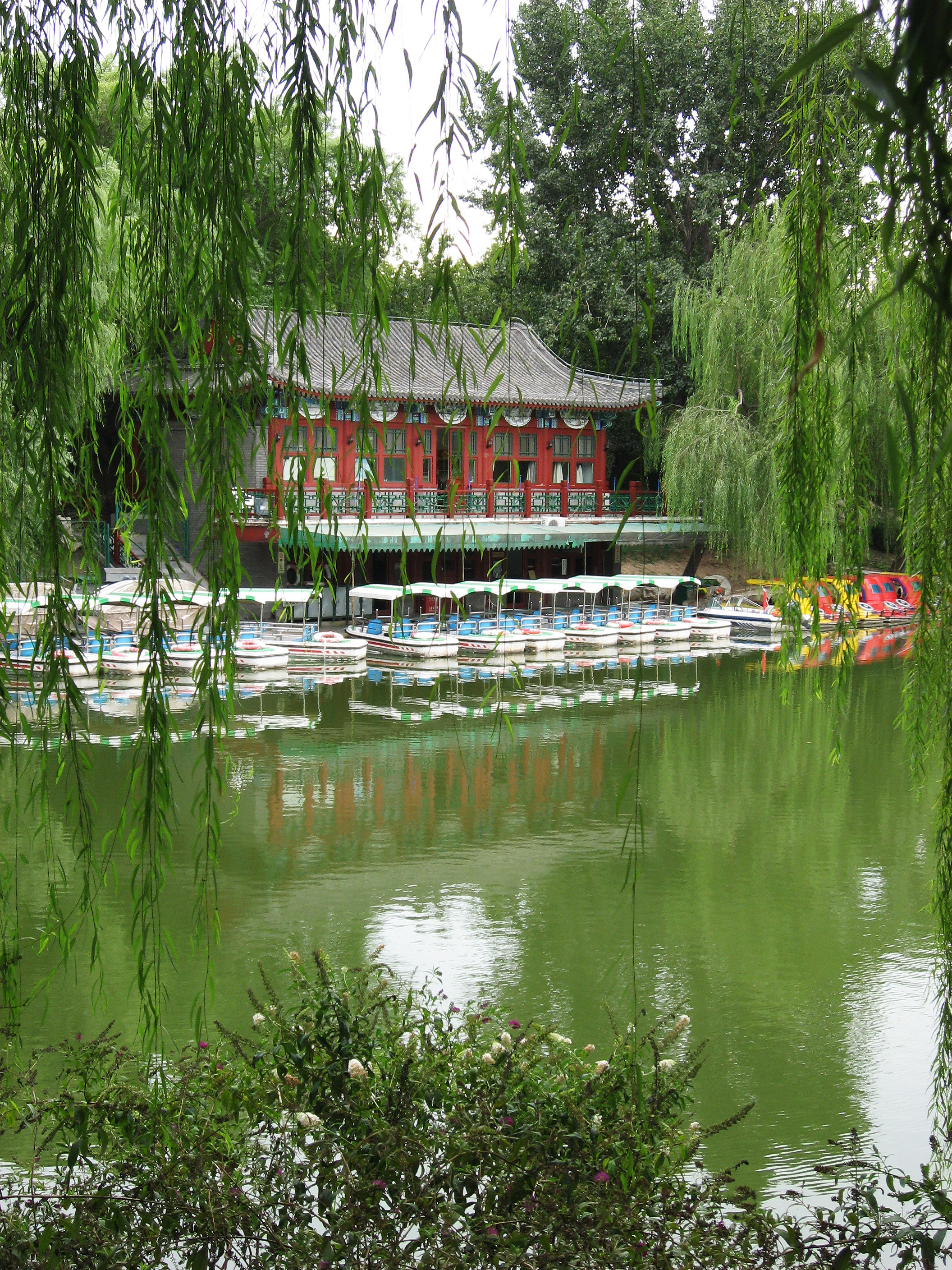
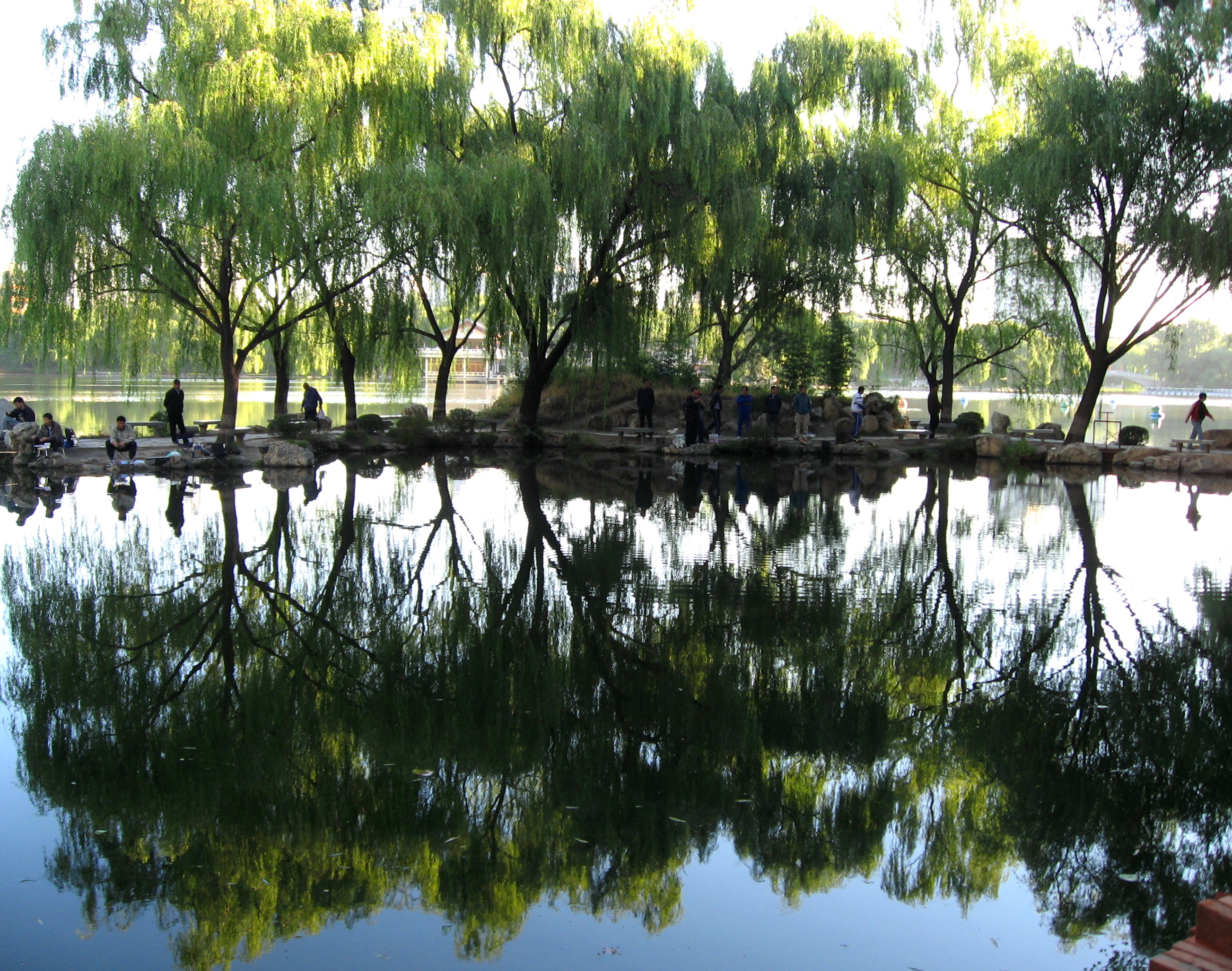
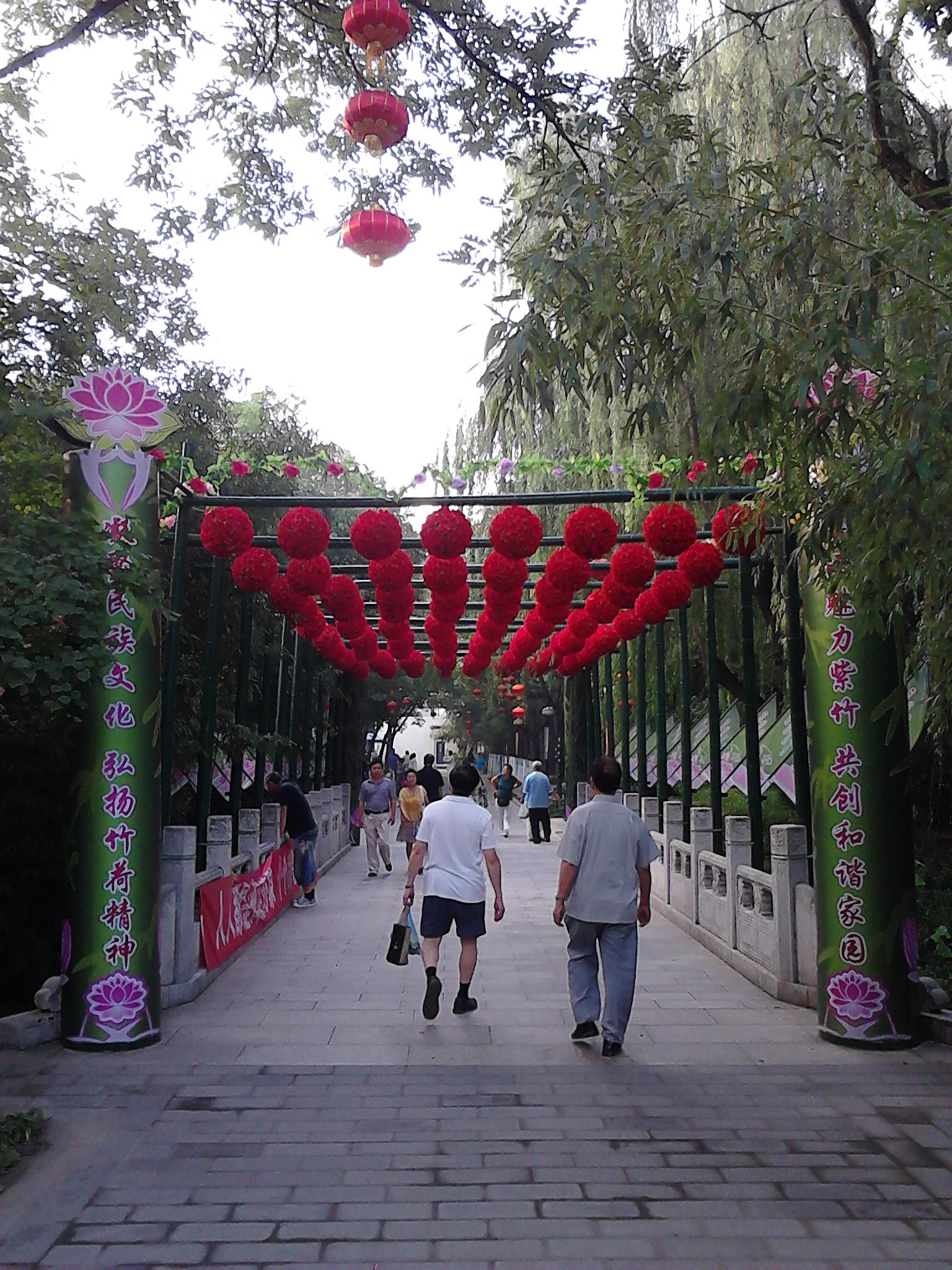
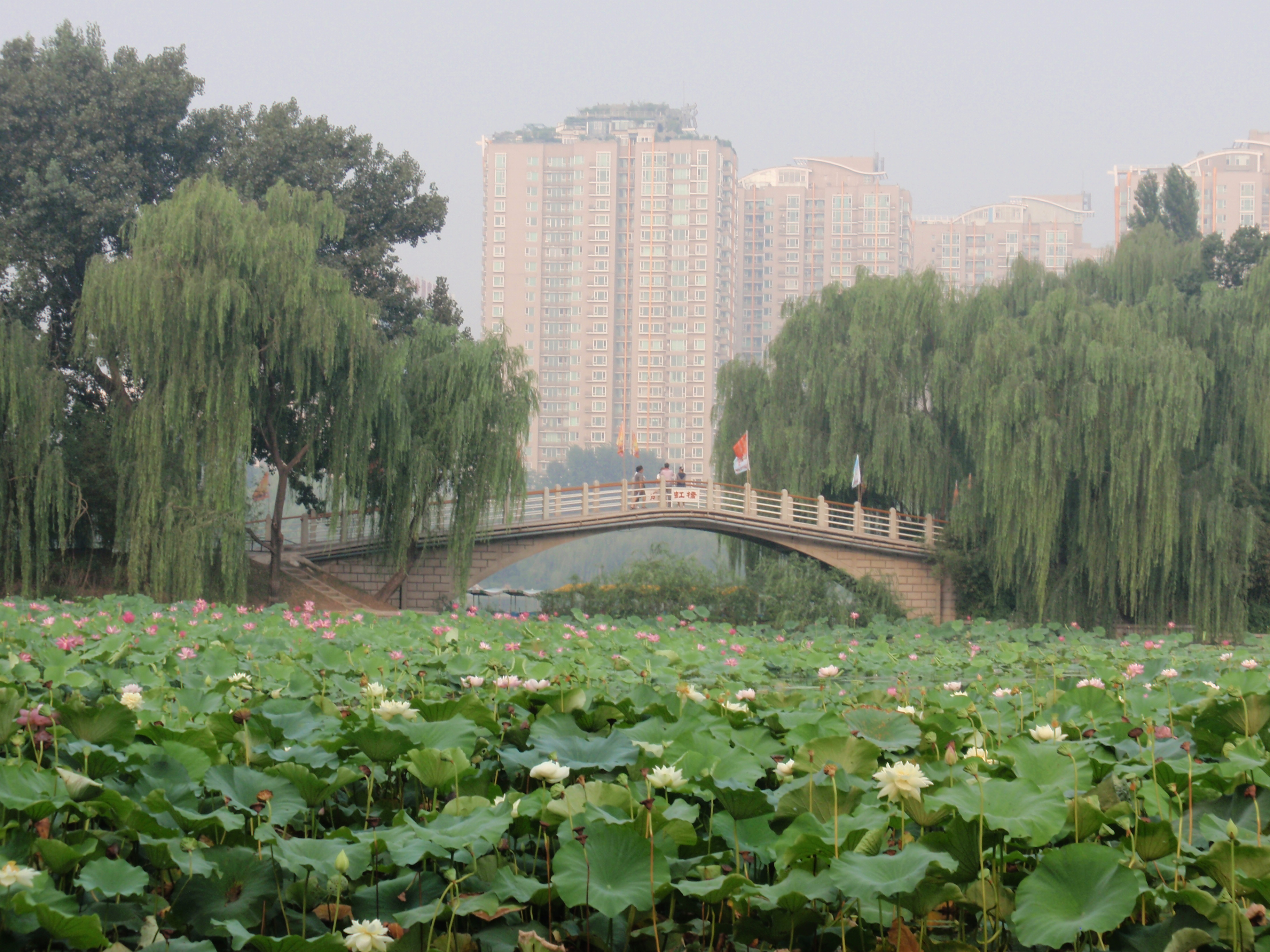